# NicoSound
NicoSound（ニコサウンド）とは、ニワンゴが提供する動画サイト「ニコニコ動画」の新機能である。2012年5月1日より開始したバージョン「ニコニコ動画:ZERO」の一機能として提供されている。2014年12月17日をもってサービスを終了した。

## 概要
ニコニコ動画公式の音楽ダウンロード機能であり、クリエイター（動画投稿者）が許可をした作品に限り、投稿された動画の音声部分をニコニコ動画内（PCブラウザ、Android端末）で無料ダウンロードすることができる。
PCの場合
対象動画であればニコニコ動画:ZEROの動画プレーヤーである「ZeroWatch」において、動画再生部分の右上にある「テレビちゃんボタン」をクリックすると「音楽ダウンロード」というボタンが表示される。ここをクリックするとダウンロードが始まる。なお、ダウンロードが開始されるまで数分かかる場合もある。また、2012年7月17日から、原宿バージョンにも対応した。動画プレーヤーの下にある「音楽ダウンロード」ボタンをクリックすると、ダウンロードができる。
Androidの場合
動画の説明文の所にある「音楽ダウンロード」というボタンをクリックするとダウンロードが始まる。ダウンロードされた音楽は、そのままAndroidのアプリで視聴することが可能。

## 機能や特徴
ファイルの形式
ダウンロードされるファイルはDRMフリーのAAC（Advanced Audio Coding）形式。また、メタデータとして、以下の情報が入る。
- 曲名：動画名
- アーティスト名：投稿ユーザー名
- アートワーク（ジャケット写真）：動画サムネイル
- アルバム名：動画名

著作権管理団体との包括契約
この機能を開始するにあたりニコニコ動画では「社団法人日本音楽著作権協会」（JASRAC）、「株式会社ジャパン・ライツ・クリアランス」(JRC)および株式会社イーライセンスと使用許諾に係る新たな包括契約を締結した。これにより、当該団体管理楽曲を“演奏してみた”“歌ってみた”作品に関しても、無料でダウンロードすることが可能になっている。
楽曲が信託曲の場合は、ダウンロード数をこれらの団体に報告するため、それが加味された楽曲利用料が楽曲の権利者に分配される。
動画投稿者の制限
自分が投稿した動画の音声を「ダウンロードOK」にできるのは、決済手段としてクレジットカードやケータイキャリアなどを利用したプレミアム会員のみ。一般会員と、WebMoneyなどの90日チケットを利用したプレミアム会員は利用できない。理由については「他者の権利侵害を防ぐため」と説明している。